# Dieter Meichsner

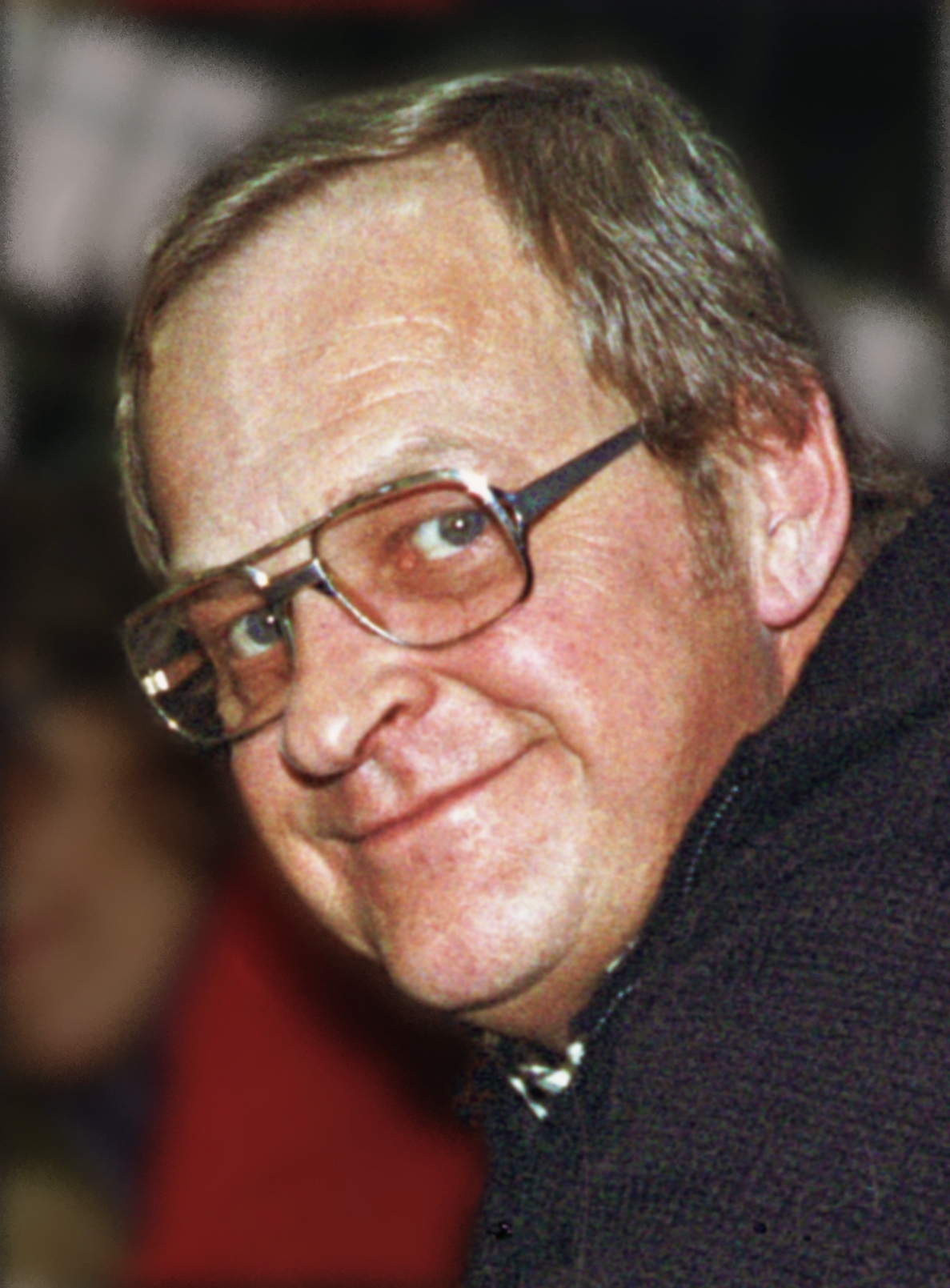
Dieter Meichsner

Dieter Meichsner (* 14. Februar 1928 in Berlin; † 1. Februar 2010 in Lenggries) war ein deutscher Schriftsteller, Dramaturg, Drehbuchautor und Produzent.

## Biografie
Dieter Meichsner wurde während des Besuchs eines Berliner Gymnasiums 1944 als 16-jähriger Oberschüler zum Wehrdienst eingezogen. Er studierte 1946 von bis 1948 Germanistik, Geschichte und Anglistik an der Berliner Universität. 1948 bis 1950 setzte er sein Studium in West-Berlin an der Freien Universität fort. Während seines Studiums lernte er Kurt W. Marek (C. W. Ceram) und Ernst von Salomon kennen, die ihn zum Schreiben ermunterten. Er arbeitete anschließend als freier Schriftsteller, in zunehmendem Maße für den Rundfunk. 1957 heiratete er die promovierte Dramaturgin Edith Neise (1931–2009), das Paar hatte zwei Kinder. 1966 holte ihn Egon Monk als Chefdramaturgen zum Norddeutschen Rundfunk nach Hamburg. Von 1968 bis 1991 war er Leiter der Hauptabteilung Fernsehspiel beim NDR mit der Verpflichtung, weiterhin Drehbücher zu schreiben. In den Jahrzehnten seiner Tätigkeit beim NDR war Dieter Meichsner verantwortlich für etwa 700 Fernsehspiel-Produktionen (auch Theater-Aufzeichnungen).
An der Reihe Die Unverbesserlichen nach einem Drehbuch von Robert Stromberger war er als Dramaturg beteiligt. Inge Meysel wurde durch ihre Rolle zur „Mutter der Nation“. Die ersten Filme der Reihe Tatort entstanden nach Drehbüchern von Friedhelm Werremeier unter der Dramaturgie von Dieter Meichsner.
1968/69 drehte er in der Freien Universität Berlin, er war einer der Gründungsstudenten, zusammen mit Rolf Hädrich das Dokumentarspiel Alma Mater mit Originalaufnahmen aus den chaotischen „Vollversammlungen“. Es zeigte anschaulich die Gewaltbereitschaft maßgeblicher Führungskader der Revolte und löste bei der ersten Aufführung bundesweit heftige Diskussionen aus. Es folgte das Fernsehspiel Kennen Sie Georg Linke? (1971) über den bei der Baader-Befreiung gezielt niedergeschossenen und schwer verletzten Institutsangestellten in Berlin. Die größten Erfolge hatte Dieter Meichsner mit den Drehbüchern zur Fernsehserie Schwarz Rot Gold des NDR. In der Reihe wurden komplizierte Wirtschaftsstraftaten im Bereich der Zollfahndung dargestellt. Uwe Friedrichsen spielte darin die Rolle des Zollfahnders Zaluskowski.
Seit 1973 war er Mitglied der Freien Akademie der Künste Hamburg und gehörte dem P.E.N.-Zentrum Deutschland an. September 1991 beendete Dieter Meichsner seine Tätigkeit beim NDR.
Anfang der 2000er Jahre zog Meichsner mit seiner Frau von Hamburg in das bayrische Lenggries. Er verstarb dort, wenige Wochen nach seiner Frau, überraschend nach kurzer Krankheit am 1. Februar 2010 an einer Lungenentzündung. Er wurde auf dem dortigen Friedhof beigesetzt. Sein Nachlass befindet sich im Archiv der Akademie der Künste in Berlin.

## Werke

### Romane
- Versucht’s noch mal mit uns. Rowohlt, Hamburg 1948.
- Weißt du, warum? rororo, Band 54, Rowohlt, Hamburg 1952.
- Die Studenten von Berlin. Rowohlt, Hamburg 1954; (Neuere Ausgabe: Schöffling, Frankfurt am Main und Büchergilde Gutenberg, Frankfurt am Main, 2003, ISBN 978-3-89561-146-9.)
- Abrechnung. Ullstein, Berlin 1998, ISBN 3-550-08257-6.

### Hörspiele
- 1958: Auf der Strecke nach D. – Regie: Curt Goetz-Pflug (Hörspiel – SFB)
- 1958: Besuch aus der Zone

### Drehbücher
- Nachruf auf Jürgen Trahnke (1962)
- Freundschaftsspiel (1963)
- Nach Ladenschluß (1964)
- Die Geschichte des Rittmeisters Schach von Wuthenow (1966)
- Preis der Freiheit (1966)
- Das Arrangement (1967)
- Gerhard Langhammer und die Freiheit (1967)
- Wie ein Hirschberger Dänisch lernte (1968)
- Novemberverbrecher (1968)
- Der große Tag der Berta Laube (1969)
- Alma Mater (1969)
- Kennen Sie Georg Linke (1971)
- Seltsamer Tod eines Filialleiters (1971)
- Eintausend Milliarden (1974)
- Eiger – 2 Teile (1974)
- Der Stechlin – 3 Teile (1975)
- Das Rentenspiel (1977)
- Schwarz-Rot-Gold – 18 Teile (1982–1996)
- Imken, Anna und Maria oder Besuch aus der Zone (1994)
- Die 8. Todsünde: Gespensterjagd (2001)
- Die 8. Todsünde: Das Toskana-Karussell (2002)

### Regie
- Der große Tag der Berta Laube (1969)

### Produktion
- 1968: Heiligabend auf St. Pauli, Dokumentarfilm
- 1968: Die Kartenlegerin
- 1969: Die Unverbesserlichen und ihre Menschenkenntnis
- 1970: Die Unverbesserlichen und die Liebe
- 1970–1984: Tatort (Fernsehserie, 13 Folgen)
- 1971: Sparks in Neu-Grönland
- 1971: Die Unverbesserlichen und ihr Stolz
- 1972: Hoopers letzte Jagd
- 1972: Brekkukotsannál
- 1974: Bismarck von hinten oder Wir schließen nie
- 1975: Die Liebe zum Land – 2 Teile
- 1976: Im Norden das Meer, im Westen der Fluß, im Süden das Moor, im Osten Vorurteile
- 1977: In freier Landschaft
- 1979: Hiob (Fernsehfilm)
- 1982–1994: Schwarz-Rot-Gold (Fernsehserie, 2 Folgen)
- 1984: Ein Kriegsende
- 1989: Peter Strohm (Fernsehserie, 2 Folgen)
- 1990: Die Piefke-Saga

## Auszeichnungen
- 1960: Ernst-Reuter-Preis
- 1967: Adolf-Grimme-Preis mit Silber für Preis der Freiheit, gemeinsam mit Egon Monk
- 1968: Ehrende Anerkennung der Pressejury beim Adolf-Grimme-Preis für Das Arrangement
- 1969: DAG-Fernsehpreis für das Dokumentarspiel Novemberverbrecher[3]
- 1970: Alexander-Zinn-Preis
- 1980: Goldene Kamera
- 1985: Goldener Gong für Schwarz-Rot-Gold, gemeinsam mit Dieter Wedel
- 1994: Besondere Ehrung beim Adolf-Grimme-Preis
- 1993: Bundesverdienstkreuz am Bande
- 1967, 1968: Jakob-Kaiser-Preis
- 1975, 1991 und 1993: Ernst-Schneider-Preis
- Schillerpreis des Landes Baden-Württemberg
- Telestar